# Dasiops alveofrons
Dasiops alveofrons är en tvåvingeart som beskrevs av Mcalpine 1961. Dasiops alveofrons ingår i släktet Dasiops och familjen stjärtflugor. Inga underarter finns listade i Catalogue of Life.